# Junkers Ju 322
Junkers Ju 322 Mammut (Mammoth) là một loại tàu lượn vận tải hạng nặng, giống như một chiếc máy bay cánh bay khổng lồ. Nó được đề xuất trang bị cho Luftwaffe trong Chiến tranh thế giới II. Chỉ có 2 mẫu thử được chế tạo.

## Tính năng kỹ chiến thuật Ju 322 V1

Junkers Ju 322 Mammut

Dữ liệu lấy từ German Aircraft of the Second World War
Đặc điểm tổng quát
- Kíp lái: 1
- Tải trọng: 11.000 kg (22.000 lb) (24.255 lb)
- Chiều dài: 30.25 m (99 ft 3 in)
- Sải cánh: 62 m (203 ft 5 in)
- Chiều cao:  ()
- Diện tích cánh: 925 m² (9,952 sq ft)
- Trọng tải có ích: 11.000 kg (24.255 lb)

 Hiệu suất bay 